# کارن وفاداری
کارن وفاداری (انگلیسی: Karan Vafadari؛ زادهٔ سال ۲۰۰۰) فعال تجاری است. او تاجری ایرانی-آمریکایی پیرو آیین زرتشتی است. او و همسرش آفرین نیساری از بازدیدکنندگان دائمی فضاهای هنری تهران و مالک گالری آن بودند. آنها در سال ۲۰۱۶ دستگیر و به اتهام جاسوسی، نگهداری مشروبات الکلی و «خرید و فروش آثار هنری منافی عفت» به زندان اوین منتقل شدند. آنها در سال ۲۰۱۸ با قرار وثیقه آزاد شدند، اما تا سال ۲۰۲۳ هنوز قادر به ترک ایران نبودند. آنها سه فرزند دارند که در ایالات متحده آمریکا زندگی می‌کنند.

## دستگیری و بازداشت
در ۲۰ ژوئیه ۲۰۱۶، همسر وفاداری آفرین نیساری در مسیر خروج از فرودگاه بین‌المللی امام خمینی تهران به ونیز ناپدید شد. وقتی وفاداری برای تحقیقات به فرودگاه رسید، بلافاصله توسط سپاه پاسداران انقلاب اسلامی ایران که به تازگی نیساری را نیز دستگیر کرده بود، دستگیر شد.
وفاداری به مدت یک ماه در سلول انفرادی زندان اوین نگهداری شد. سپس، پنج ماه دیگر بدون اتهام رسمی و بدون صحبت با وکیل در یک سلول کوچک نگهداری شد.
در ۳۱ دسامبر ۲۰۱۶، وفاداری از اتهامات خود مطلع شد که این امر مانع از آزادی او با قرار وثیقه شد. او وکیلی انتخاب کرد، اما قاضی ابوالقاسم صلواتی وفاداری را مجبور به اخراج وکیل کرد.
کارن به عنوان یک زرتشتی می‌تواند نمونه دیگری در تاریخ مصادره اموال زرتشتیان باشد.
رابرت توسکانو، سفیر سابق ایتالیا در ایران، در نامه‌ای سرگشاده  توجیه مقامات برای بازداشت آنها را رد کرد و گفت که «باید واقعاً ساده‌لوح و قربانی آسان تبلیغات بود» تا چنین اتهاماتی را پذیرفت. او ادامه داد: «دلیل باید چیز دیگری باشد... باج‌گیری سیاسی از ایالات متحده (که آنها نیز شهروند آن هستند)، حسادت به موفقیت آنها، ارعاب جامعه زرتشتیان، تمایل به تصرف املاک آنها، [و] سرکوب هنر معاصر.»
در ژانویه ۲۰۱۸، قوه قضائیه اعلام کرد که قصد دارد از ماده ۹۸۹ قانون مجازات مدنی علیه کارن استفاده کند. این قانون هرگز مورد استفاده قرار نگرفته است و می‌تواند عواقب بالقوه جدی برای اقتصاد و مشاغل ایران داشته باشد.
بنا بر گزارش‌ها، قرار بود در ژوئیه ۲۰۱۸، کارن و همسرش با قرار وثیقه ۱۰ میلیون دلاری تا زمان فرجام‌خواهی آزاد شوند.

## همچنین ببینید
- فهرست اتباع خارجی بازداشت شده در ایران